# Cédric Bakambu

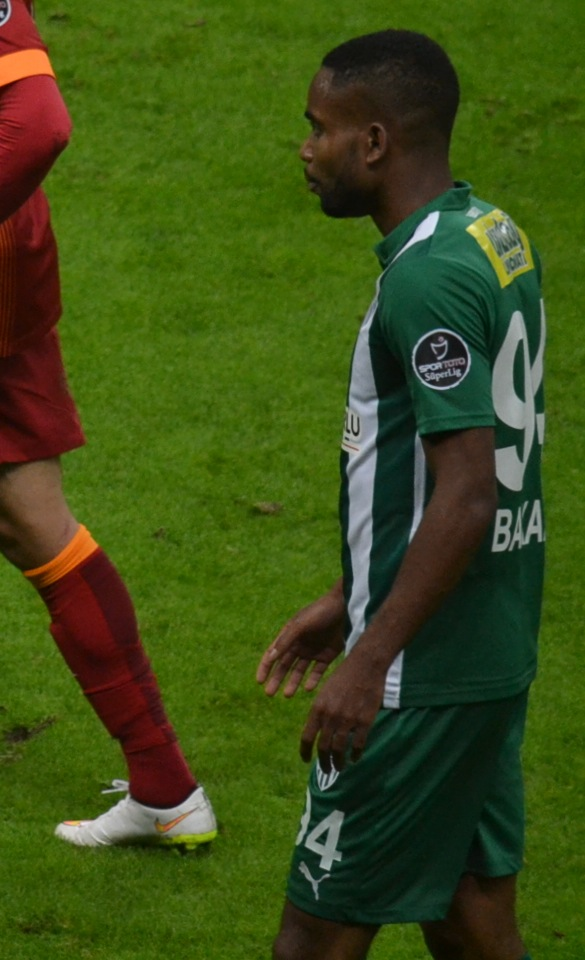
Cédric Bakambu (2015)

Cédric Bakambu (* 11. dubna 1991 Vitry-sur-Seine) je konžský profesionální fotbalista francouzského původu, který hraje na postu útočníka za turecký klub Galatasaray SK a za konžský národní tým.
V mládežnických kategoriích reprezentoval Francii, v seniorské kategorii se rozhodl reprezentovat DR Kongo.

## Klubová kariéra
- US Ivry (mládež)
- FC Sochaux-Montbéliard (mládež)
- FC Sochaux-Montbéliard 2010–2014
- Bursaspor 2014–2015[1]
- Villarreal CF 2015–2018[1]
- Peking Čung-che Kuo-an 2018–

## Reprezentační kariéra

### Francie
Bakambu byl členem francouzských mládežnických reprezentací. S týmem do 19 let vyhrál domácí Mistrovství Evropy hráčů do 19 let 2010.

### Demokratická republika Kongo
V A-mužstvu DR Kongo debutoval v roce 2015.